# Eriogonum gypsophilum
Eriogonum gypsophilum är en slideväxtart som beskrevs av Wooton & Standl.. Eriogonum gypsophilum ingår i släktet Eriogonum och familjen slideväxter. Inga underarter finns listade i Catalogue of Life.